# Literatura podróżnicza
Literatura podróżnicza – ogół dzieł literackich, których głównym tematem jest podróż – opis nieznanych krajów, miast, ludzi, obyczajów, religii, zabytków, historii, kultury oraz przeżyć wewnętrznych podróżnika.
Typowe formy podróżniczej ekspresji literackiej to pamiętnik, dziennik, list, reportaż lub szkic. Pierwszym przykładem utworu literatury podróżniczej był grecki Przewodnik po Helladzie Pauzaniasza. Kolejne utwory w historii literatury zaliczające się do tego gatunku to m.in. Opisanie świata Marco Polo, Podróż sentymentalna przez Francję i Włochy L. Sterne’a, Podróż z Petersburga do Moskwy A. Radiszczewa.
Przykłady utworów o tematyce podróżniczej w literaturze polskiej to m.in. Peregrynacja albo pielgrzymowanie do Ziemi Świętej (1628) Mikołaja Krzysztofa Radziwiłła, Podróże historyczne po ziemiach polskich między rokiem 1811 a 1828 odbyte (1858) Juliana Ursyna Niemcewicza, Wspomnienia Wołynia, Polesia i Litwy (1840) Józefa Ignacego Kraszewskiego, Wędrówki po moich niegdyś okolicach (1853) Władysława Syrokomli, Wieczory florenckie (1880) Juliana Klaczki, Podróże do Polski (1977) i Podróże do Włoch (1977) Jarosława Iwaszkiewicza.
Współcześnie popularną literaturę podróżniczą uprawiają w Polsce m.in. Wojciech Cejrowski, Jarosław Kret, Beata Pawlikowska, Martyna Wojciechowska.